# روث فوستر
روث فوستر (بالإنجليزية: Ruth Foster)‏ (و. 1920 – 2012 م) هي ممثلة، وممثلة تلفزيونية، وممثلة أفلام، ومونتيرة، من الولايات المتحدة الأمريكية، ولدت في سينسيناتي، أوهايو، توفيت في ديل مار، سان ديغو، كاليفورنيا، عن عمر يناهز 92 عاماً.

## وصلات خارجية
- روث فوستر على موقع IMDb (الإنجليزية)
- روث فوستر على موقع ألو سيني (الفرنسية)
- روث فوستر على موقع أول موفي (الإنجليزية)
- روث فوستر على موقع قاعدة بيانات الأفلام السويدية (السويدية)
- روث فوستر على موقع قاعدة بيانات الفيلم (الإنجليزية)
- روث فوستر على موقع كينوبويسك (الروسية)